# Stéphanie Szostak
Stéphanie Szostak (París, Francia, 12 de junio de 1975) es una actriz francesa que empezó su carrera en 2003. Szostak es conocida por haber aparecido en las películas The Devil Wears Prada, Dinner for Schmucks, Iron Man 3 y R.I.P.D.. Szostak, actuó en la serie dramática original de USA Network Satisfaction.

## Biografía
Szostak se crio en los suburbios de París, Francia. Se trasladó a los Estados Unidos para estudiar administración de empresas en The College of William & Mary en Williamsburg, Virginia donde jugó en el equipo universitario de golf femenino. Después de graduarse con una Licenciatura en Ciencias en Marketing, se mudó a Nueva York y trabajó para Chanel en la comercialización. Después de tomar clases de actuación, se dedicó a la actuación. El apellido Szostak es polaco y se pronuncia "sho-stack".
Szostak se casó con Britt Szostak en 1996; su apellido de casada es Polish. Tienen dos hijos juntos y residen fuera de la ciudad de Nueva York.

## Filmografía

### Películas
| Año  | Título                        | Papel              | Notas                                                       |
| ---- | ----------------------------- | ------------------ | ----------------------------------------------------------- |
| 2003 | Si' Laraby                    | Nadezhda           |                                                             |
| 2004 | Zimove vesilya                | Nina               | Corto                                                       |
| 2005 | Satélite                      | Ro Mars            | Festival de Cine de Bend, mejor actriz de 2005 por Satélite |
| 2006 | Cosa Bella                    | Delphine           | Corto                                                       |
| 2006 | The Devil Wears Prada         | Jacqueline Follet  |                                                             |
| 2008 | Eavesdrop                     | Mujer francesa     |                                                             |
| 2008 | Life in Flight                | Alex               |                                                             |
| 2008 | The Sexes                     | Florence Leaming   | Corto                                                       |
| 2008 | Letting Go                    | Estella            |                                                             |
| 2009 | Four Single Fathers           | Monique            |                                                             |
| 2009 | The Good Heart                | Sarah              |                                                             |
| 2009 | Motherhood                    | Sandrine Dumas     |                                                             |
| 2009 | The Rebound                   | Alice Marnier      |                                                             |
| 2009 | A NY Thing                    | Marie              | Televisión                                                  |
| 2009 | How to Seduce Difficult Women | Gigi               |                                                             |
| 2010 | Something Fun                 | Katy               |                                                             |
| 2010 | Dinner for Schmucks           | Julie              |                                                             |
| 2011 | We Bought a Zoo               | Katherine Mee      |                                                             |
| 2013 | Gimme Shelter                 | Joanna Fitzpatrick |                                                             |
| 2013 | Iron Man 3                    | Ellen Brandt       |                                                             |
| 2013 | R.I.P.D.                      | Julia Walker       |                                                             |
| 2014 | Hit By Lightning              | Danita Jacobs      |                                                             |

### Televisión
| Año  | Título                                       | Papel                  | Notas                        |
| ---- | -------------------------------------------- | ---------------------- | ---------------------------- |
| 2006 | Los Soprano                                  |                        | Temporada 6, episodio 13     |
| 2008 | Ley y orden: Acción Criminal                 |                        | Temporada 8, episodios 2 y 8 |
| 2009 | Une aventure New-Yorkaise (A New York Thing) | Marie                  | Película para televisión     |
| 2010 | Lafayette: The Lost Hero                     | Adrienne de La Fayette | Película para televisión     |
| 2014 | Satisfaction                                 | Grace Truman           | Protagonista                 |
| 2016 | The Blacklist                                | Josephine              | Temporada 3 episodio 13      |